# Artur Najfonow
Artur Edikowicz Najfonow (ros. Артур Эдикович Найфонов; ur. 10 maja 1997) – rosyjski zapaśnik startujący w stylu wolnym. Brązowy medalista olimpijski z Tokio 2020 w kategorii 86 kg. Brązowy medalista mistrzostw świata w 2019 i 2021 roku. 
Zdobył złoty medal na mistrzostwach Europy w 2018, 2020 i 2021; trzeci w 2025. Triumfator igrzysk wojskowych w 2019. Wygrał wojskowe MŚ w 2021. Mistrz świata juniorów w 2017. Wicemistrz świata U-23 w 2018 roku.
Mistrz Rosji w 2019, 2021 i 2022; drugi w 2018; trzeci w 2023 roku.